# Black Thunder, mission air force
Black Thunder, mission air force (Black Thunder) est un film américain réalisé par Rick Jacobson (en), sorti en 1998.

## Synopsis
L'armée de l'air américaine vient de mettre au point un nouvel avion de chasse extrêmement perfectionné dont la particularité est d'être invisible à l'œil humain. Quand des terroristes libyens subtilisent l'appareil, c'est le pilote Vince Connors qui est envoyé en mission pour le récupérer... à sa manière !

## Fiche technique
- Réalisation : Rick Jacobson (en)
- Scénario : William C. Martell
- Photographie : Michael G. Wojciechowski
- Musique : Eric Wurst et David Wurst
- Pays d'origine : États-Unis
- Format : Couleurs
- Genre :
- Durée : 81 minutes
- Date de sortie aux USA :
- Date de sortie en France :

## Distribution
- Michael Dudikoff : Vince Connors
- Marcus Aurelius : Hinkle
- Catherine Bell : Lisa
- Michael Cavanaugh : Barnes
- Frederic Forrest : l'amiral
- John Furey : Moore
- Landon Hall : Eileen
- Gary Hudson : Jannick
- John Lafayette : Demuth
- Robert Miranda : Rojar
- Dean Scofield : le capitaine Jones
- Sonny Surowiec : Elias